# Ett herrans liv (film)
Ett herrans liv (engelska: Monty Python's Life of Brian, även Life of Brian; i Finland: Monty Python: Brians liv) är en brittisk komedifilm och satir om religion från 1979, skriven av humorgruppen Monty Python (bestående av Graham Chapman, John Cleese, Terry Gilliam, Eric Idle, Terry Jones och Michael Palin) som även spelar huvudrollerna samt är regisserad av Terry Jones. Filmen handlar om Brian Cohen, en ung judisk man som föds på samma dag som Jesus, och precis intill densamme, och därför blir misstagen för den kommande Messias. Filmen hade Sverigepremiär den 25 augusti 1980.
Filmen väckte mycket starka känslor när den först kom ut och filmen blev förbjuden i bland annat Norge, där hädelse var straffbart. Filmen fick dock visas i Norge ett år senare. Italien och Irland är länder där filmen var förbjuden i flera år.
1999 placerade British Film Institute filmen på 28:e plats på sin lista över de 100 bästa brittiska filmerna genom tiderna.

## Handling
Brian (Graham Chapman) föddes på juldagen år 1 i stallet bredvid Jesus-barnet. Under hela sitt liv blir han förväxlad med den äkta Messias, vilket ställer till med stora problem för Brian.
Filmen börjar (efter introduktionen med juldagen och förtexterna) med en sedvanligt inklippt text i en landskapsbild:
"Judea, year 33 AD."

"Saturday afternoon"

"About Tea-Time"
Filmen driver friskt med den ständigt närvarande konflikten i Mellanöstern och konflikterna mellan olika religiösa grupper. Egentligen handlar filmen inte alls om Jesus, men han är med som birollsfigur vid två tillfällen – juldagen i Betlehem efter det att de tre vise männen kommit på att det gått in i fel stall, och senare vid sin bergspredikan. En tiggare vid Jerusalems stadsportar nämner också Jesus som den man som gjort honom arbetslös; han är nämligen en före detta spetälsksjuk som förlorat sitt levebröd genom att Jesus botade honom. Brian blir så småningom medlem i en underjordisk motståndsorganisation, vars syfte är att slänga ut den romerska ockupationsmakten. Det framkommer dock senare att rörelsen är alltför byråkratisk och aldrig kommer till skott.
Brian utför i alla fall några olika uppdrag men blir ertappad av romarna och rymmer därefter under förvirrande former. Bland annat får han skjuts med ett utomjordiskt rymdskepp som störtar, vilket är en utvikning helt vid sidan av filmens handling. Han blir även mot sin vilja ledare för någon mystisk sekt, eller en grupp med förvirrade människor som desperat söker en ledare utan att egentligen förstå varför. Till slut blir i alla fall Brian tillfångatagen av romarna och uppbunden på en träkonstruktion i form av ett kors. Filmen innehåller många paralleller till olika aktuella skeenden, som exempelvis splittringen mellan olika befrielsegrupper och dito mellan olika vänstergrupper i västvärlden (Judeiska folkfronten och Folkfronten i Judéen är ärkefiender).

## Om filmen
George Harrison var exekutiv producent för Ett herrans liv. Titellåten The Life of Brian är insjungen av Sonia Jones. Även sången som sjöngs i finalen, Always Look on the Bright Side of Life, där Brian och de andra korsfästa sjunger och visslar, har blivit något av en kultlåt. Efter att filmen förbjöds i Norge blev den marknadsförd som "filmen som är så rolig att den är förbjuden i Norge"
Filmen är inspelad i Tunisien.

## Rollista i urval
| Graham Chapman   | – Vis man #2/Brian Cohen/Biggus Dickus |
| John Cleese      | – Vis man #1/Reg/Jewish Official/Centurion/Deadly Dirk/Arthur                                                                                 |
| Terry Gilliam    | – Man Even Further Forward/Revolutionary/Jailer/Blood & Thunder Prophet/Geoffrey/Audience                                                     |
| Eric Idle        | – Wiseguy/Stan (Loretta)/Harry the Haggler/Culprit Woman/Warris/Intensely Dull Youth/Jailer's Assistant/Otto/Lead Singer Crucifee             |
| Terry Jones      | – Mandy Cohen/Colin/Simon the Holy Man/Bob Hoskins/Saintly Passer-by/Alarmed Crucifixion Assistant                                            |
| Michael Palin    | – Vis man #3/Mr. Big Nose/Francis/Mrs. A/före detta spetälsksjuk/Announcer/Ben/Pontius Pilatus/Tråkig profet/Eddie/Sko-anhängare/Nisus Wettus |
| Terence Bayler   | – Gregory |
| Carol Cleveland  | – Mrs. Gregory |
| Kenneth Colley   | – Jesus |
| Neil Innes       | – A weedy Samaritan |
| Charles McKeown  | – Falsk profet/Blind man/Fnissande vakt/Stig                                                                                                  |
| John Young       | – Matthias, Son of Deuteronomy of Gath |
| Gwen Taylor      | – Mrs. Big Nose |
| Sue Jones-Davies | – Judith |

## Musik i filmen i urval
- "Brian Song", text av Michael Palin, musik av Andre Jacquemin & Dave Howman, framförd av Sonia Jones
- "Always Look on the Bright Side of Life", skriven av Eric Idle, framförd av Eric Idle & kör

## Bortklippta scener
Alla scener om Otto, en revolutionär person med tysk brytning, klipptes bort utom när de begår självmord vid Brians kors. Anledningen sägs vara att Otto anspelade på nazismen både i tal, klädsel och emblemet på en tyskliknande hjälm med davidsstjärnan i fronten, med streck på som gör att det liknar en svastika. Scenerna förstördes 1998 av företaget som köpte rättigheterna till filmen, men de finns kvar och visades året därpå av Paramount Comedy Channel i England.